# Guido Reni
Guido Reni (n. 4 noiembrie 1575, Bononia, Statele Papale – d. 18 august 1642, Bononia, Statele Papale) a fost un pictor italian ale cărui lucrări se înscriu în curentul baroc.

## Biografie
Născut la Bologna într-o familie de muzicieni, Guido Reni a fost fiul lui Daniele Reni și al Ginevrei de’ Pozzi. La nouă ani, a fost luat ucenic la studioul bolognez al lui Denis Calvaert. La scurt timp, la acel studio au venit și Albani și Domenichino. Este posibil ca el să fi fost pregătit de un alt pictor pe nume Ferrantini. Pe la vârsta de douăzeci de ani, Reni împreună cu ceilalți doi ucenici ai lui Calvaert au trecut la un studio rival aflat în ascensiune, pe nume Accademia degli Incamminati (Academia „nou-veniților”), condus de Lodovico Carracci. Ei au format nucleul unei prolifice și de succes școli de pictori bolognezi care l-au urmat pe Annibale Carracci la Roma. Ca și la mulți alți pictori bolognezi, picturile lui Reni prezentau un stil eclectic.

### Activitatea la Roma
Pe la sfârșitul lui 1601, Reni și Albani erau mutați la Roma și lucrau cu echipe conduse de Annibale Carracci la decorarea frescelor palatului Farnese. În 1601-1604 principalul său client era cardinalul Paolo Emilio Sfondrati. În 1604-1605 a fost angajat independent pentru pictarea unei piese de altar cu Crucificarea Sf. Petru. După o perioadă de câțiva ani petrecută în Bologna natală, a revenit la Roma și a devenit unul dintre cei mai de marcă pictori în timpul papei Paul al V-lea (Camillo Borghese). Din 1607-1614 Reni a fost unul din pictorii favoriți ai familiei Borghese.

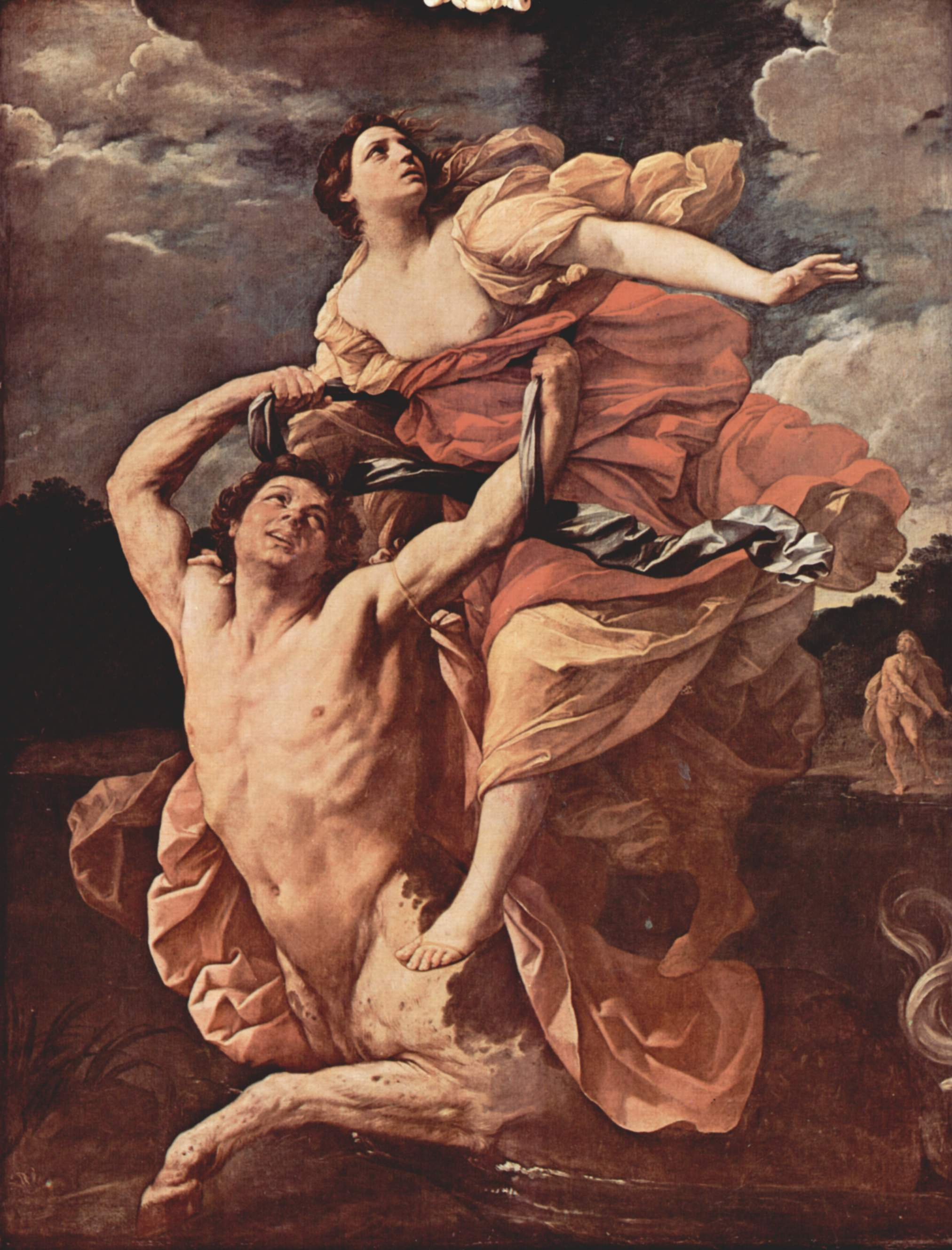
Răpirea Deianirei, 1620-1621.

Tavanele cu fresce de Reni aflate în sala centrală Casino dell'Aurora din Palazzo Pallavicini-Rospigliosi, este considerată a fi capodopera sa. Cazinoul a fost la început un pavilion comandat de cardinalul Scipione Borghese; the rear portion overlooks the Piazza Montecavallo and Palazzo del Quirinale. Masiva frescă este încadrată in quadri riportati și îl reprezintă pe Apollo în carul său precedat de Aurora aducând lumină lumii. Lucrarea prezintă un clasicism redus, copiind posturi de pe sarcofage romane, mult mai simplă și modestă decât Triumful lui Bacchus și al Ariadnei de Caracci din Farnese. Reni s-a aliat în această pictură mai mult cu sumbra școală Cavaliere d'Arpino, Lanfranco, și Albani de pictură mitico-istorică, și mai puțin cu frescele mai aglomerate caracteristice lui Pietro da Cortona. Se face puțină concesie perspectivei, și stilul vibrant colorat este în antiteză cu tenebrismul adepților lui Caravaggio. Documentele arată că a fost plătit cu 247 scudi și 54 baiocchi la terminarea lucrării la 24 septembrie 1616.
A realizat fresce și în Capela Paolină de la Santa Maria Maggiore din Roma precum și aripile Aldobrandini ale Vaticanului. S-a zvonit că Reni ar fi fost angajat să picteze capela pontificală de la Montecavallo (Capela Buna Vestire), dar că el a considerat că nu este plătit suficient și că de aceea a plecat la Bologna, lăsându-i lui Domenichino rolul de principal pictor de la Roma.

### Activitatea de la Napoli și întoarcerea la Bologna
Mai târziu s-a dus la Napoli să picteze tavanul capelei San Gennaro din Catedrala din Napoli. Acolo însă, ceilalți pictori de seamă, cum ar fi Corenzio, Caracciolo și Ribera, se opuneau vehement oricărei concurențe și s-a zvonit ca ei ar fi conspirat să-l otrăvească pe Reni (așa cum se zice că mai târziu ar fi pățit Domenichino la Napoli). A mai trecut puțin prin Roma, dar a plecat rapid din oraș, în timpul pontificatului lui Urban al VIII-lea, după ce a fost criticat de cardinalul Spinola.

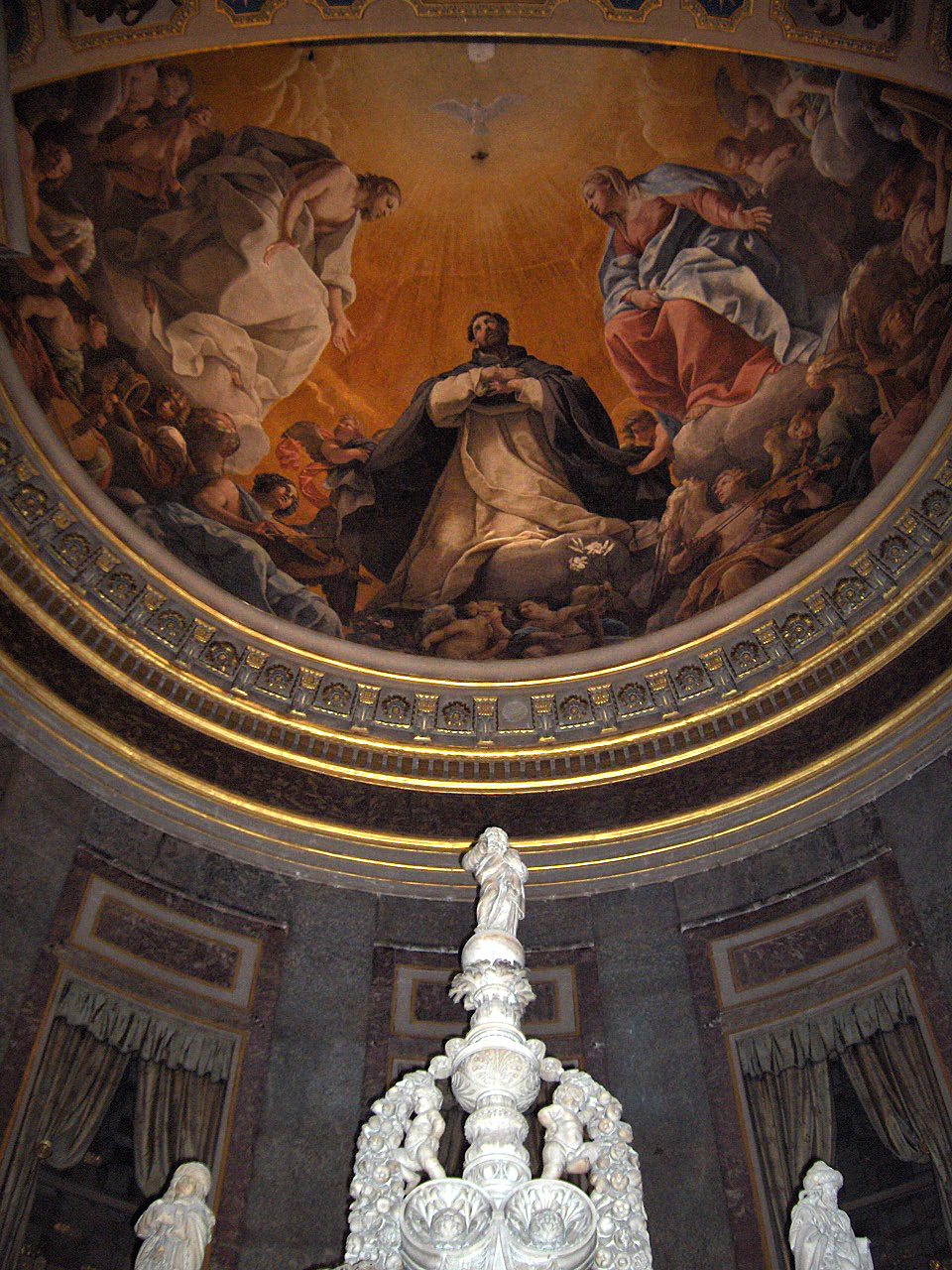
Glorie Sf. Dominic pe Arca di San Domenico.

Revenit la Bologna, mai mult sau mai puțin definitiv, Reni a înființat un studiou de pictură care a avut succes.
A fost angajat să decoreze cupola capelei Sfântul Dominic din Basilica San Domenico din Bologna, între 1613 și 1615, care a avut ca rezultat radianta frescă Glorie Sf. Dominic, o capodoperă comparabilă cu Arca di San Domenico. El a contribuit și la decorarea Capelei Rozariului din aceeași biserică, pictând Învierea.
La Ravenna a pictat capela din catedrală cu admirata pictură Israeliți strângând mana. După plecarea de la Roma, Reni a pictat în stiluri variate, fidel gustului eclectic al multor ucenici ai lui Carracci. De exemplu, piesa de altar Samson Victorios formulează posturi stilistice caracteristice manierismului. Crucificarea și Atlanta și Hipomenes prezintă însă o mișcare diagonală cuplată cu efecte de lumini și umbre care trădează influența lui Caravaggio. Turbulenta și violenta pictură Massacrarea Inocenților (Pinacoteca, Bologna) a fost realizată într-o manieră ce amintește de Raphael. În 1625 prințul Władysław Sigismund Vasa al Poloniei a vizitat atelierul artistului de la Bologna în călătoria sa prin Europa de Vest. Relația apropiată dintre pictor și prințul polon s-a soldat cu achiziții de desene și picturi. În 1630, a pictat Pallion del Voto cu imagini ale Sf. Ignațiu și ale lui Francis Xavier, pictate în timpul epidemiei de ciumă din 1630 ce a afectat Bologna.
Cel mai remarcabil ucenic al său a fost Simone Cantarini, zis „Il Pesarese”; el a pictat un portret al maestrului său, astăzi în Galeria Bologneză. Temele abordate sunt în principal biblice și mitologice. Reni a pictat puține portrete: cele ale papei Sixt al V-lea, al cardinalului Bernardino Spada, și Beatrice Cenci sunt cele mai cunoscute. Identitatea portretului lui Cenci este însă neclară, întrucât Beatrice Cenci a fost executată la Roma înainte de nașterea lui Reni și deci nu ar fi putut poza pentru portret. Lui Guido Reni i se atribuie și multe schițe, unele după propriile picturi și altele după alți artiști. Ele sunt însuflețite, într-un stil cu linii și puncte delicate. Tehnica lui Reni a fost utilizată de școala bologneză și a fost un standard pentru artiștii italieni ai vremii.
Reni a murit la Bologna în 1642. A fost înmormântat împreună cu Elisabetta Sirani în Capela Rozariului de la Basilica San Domenico din Bologna.